# Eliyahou Zini
Eliyahou Rahamim Zini (hébreu : אליהו רחמים זיני ou זייני, Zaïni) est un rabbin et décisionnaire sioniste, ainsi qu'un maître de conférences à la faculté de mathématiques et au département d’études humaines du Technion (Tiaret, 11 août 1946 — ). Élève de Léon Ashkenazi dont il transmet l'enseignement en Israël, il fonde en 2001 l'académie talmudique Or Vishua (« Lumière et salut ») à Haïfa, et en assure la direction depuis.

## Biographie
Eliyahou Zini est le fils aîné du rabbin Meyer Zini, descendant du rabbin Yossef Yoshtu, disciple d'Isaac ben Jacob Alfassi, et de Rahel née Czansky, survivante du camp d'extermination d'Auschwitz qui rencontre son mari, officier dans l'armée française libre, au moment de la libération du camp.
Après la déclaration d'indépendance de l'Algérie la famille s'installe avec sa famille à Paris, où le jeune Élie termine ses études secondaires, entame des études de mathématiques à l'Université de Paris, et étudie le karaté dont il est certifié ceinture noire 2e dan. Il immigre en Israël en 1970, prenant pour épouse Esther une semaine plus tard, =s'installe initialement à Bnei Brak, termine au Technion son doctorat en mathématiques sur les équations aux dérivées partielles non linéaires, et effectue un post-doctorat à l'Institut Weizmann, ne souhaitant pas quitter, fût-ce temporairement, Israël. Un an plus tard, il retourne au Technion en tant que maître de conférences adjoint à la faculté de mathématiques, et maître de conférences adjoint en Talmud et en philosophie juive au département d'études humaines et d'arts. Il a, entre temps, rencontré le rabbin Zvi Yehouda Kook, étudiant puis enseignant la doctrine de son père, Abraham Isaac Kook.
Engagé à l'armée de défense d'Israël dans le corps médical, il participe à l'Opération paix en Galilée en tant que  médecin de combat. En 1979, il est nommé rabbin par le rabbin professeur Binyamin Zeev Benedikt et le grand-rabbinat d'Israël. Un an plus tard, il succède au rabbin-professeur Aharon Shear-Yashuv (he) au poste de rabbin du Technion, et combine cette fonction avec sa charge académique. Au cours de son mandat, il promeut le rapprochement entre nouveaux immigrants et étudiants déjà installés en Israël (le Technion ayant reconnu, dès sa création, le baccalauréat français, il avait facilité l'admission d'étudiants venus de France). Président de l'association des étudiants pratiquants A'hvat Aharon, il tente par ailleurs à plusieurs reprises, mais en vain, d'empêcher les couples de même sexe de loger dans des chambres destinées aux conjoints ou couples mariés. Il est, en outre, responsable des lieux saints en Israël pour le compte du Ministère des Cultes de 1982 à 1992. 
En 2001, il fonde la yeshiva Or Vishua dans le quartier de Neve Sha'anan où il réside, et où vivent environ 150 étudiants et une communauté d'environ 300 familles. Le campus de la yeshiva compte trois synagogues différentes (ashkénaze, séfarade et yéménite) ; lui-même prie alternativement dans les synagogues ashkénazes et séfarades, et dispense un cours de Torah à environ 400 hommes et femmes chaque Chabbat.
Il se démet du rabbinat de l'université ainsi que de l'enseignement en 2013, après avoir atteint l'âge légal de départ à la retraite, et est remplacé par le rabbin Elad Doukov.
Il est marié et père de huit enfants.

## Activités publiques et prises de position

### Enseignement des sciences et du judaïsme
Docteur en mathématiques, Eliyahou Zini prône l'intégration entre les études scientifiques ou d'ingéniérie et l’étude de la Torah mais il s'oppose à la méthode de Natan Aviezer, qui tente de prouver l'exactitude de la Torah au moyen de découvertes scientifiques dans son livre sur la création, et juge ces explications inutiles. 
Il a acquis ses connaissances en philosophie et pensée juives de ses lectures d'Elie Benamozegh, dont il a traduit et publié la correspondance, ainsi que de ses rencontres avec Emmanuel Levinas dont il a traduit plusieurs écrits, et Léon Ashkenazi. 
Héritier de la tradition séfarade d'étude globale du Talmud, il privilégie la lecture de la Mishna, la Tossefta et les Talmuds dans les manuscrits anciens plutôt que leurs commentaires et se démarque de la manière lituanienne qui tente d'y apporter ses propres explications. Il se réfère donc plus volontiers à la littérature gaonique, en particulier celle qui a été exhumée de la gueniza du Caire qu'aux auteurs ultérieurs, à l'exceptions de rabbins ayant exercé en Algérie, dont Shimon ben Tsemah Duran, dont il a publié les commentaires sur les traités Roch Hachana et Kinnim, ainsi que le Maguen Avot sur le traité Avot. Il a par ailleurs publié, outre ses propres études sur l'évolution de la loi juive telles que Rabban Savora'ei véKlalei Halakha (« Nos Maîtres les Savoraïm et les Règles de la Loi juive »), des livres de prière.

### Arrêts notables en matière de loi juive
- La création de l'État d'Israël sur la terre d'Israël, a redonné aux pratiques de l'année sabbatique (chemitta) force de loi biblique, ainsi qu'il ressort de l'avis de la plupart des gueonim (scholarques babyloniens à l'époque du Haut Moyen Âge).
- Le Jour de l'Indépendance (Yom Ha'atzmaout) doit être marqué par la lecture soir et matin du Hallel, dans son entièreté et avec sa bénédiction comme il sied aux jours de fêtes juives.
- La lecture partielle du Hallel pour marquer la néoménie et la semaine sainte de la Pâque, se fait avec une bénédiction, selon l'avis des rabbins d'Afrique du Nord et d'Europe, et contre les sentences de Moïse Maïmonide et du Choulhan Aroukh[3].
- Qui omet un jour lors du décompte de l'omer, peut continuer à compter le reste des jours avec bénédiction, d'après l'avis des Gueonim et contre celui du Choulhan Aroukh[4].
- Tout pain, si petit qu'il soit, nécessite la bénédiction Hamotsi et l'action de grâce après le repas car c'est l'intention de la personne et non la quantité de nourriture, qui détermine s'il s'agit d'un repas[4].
- L'intention convenable n'est pas nécessaire pour réaliser une prescription, contre l'avis de la plupart des autorités post-médiévales[5].
- Qui se trompe dans la prière des dix jours de pénitence, et conclut la troisième bénédiction par « le dieu saint » (comme le reste de l'année) au lieu de « le roi saint », ne doit pas recommencer la prière du début, contre la décision du Choulkhan Aroukh[5].
- Rabbenou Tam n'a jamais recommandé d'attendre la fin de Chabbat au-delà de l'apparition de trois étoiles dans le ciel[6].

### Déclarations politiques
Professant une position qui fait de la présence juive en terre d’Israël l’un des fondements du judaïsme, le rabbin Zini est connu pour ses nombreuses déclarations, classées à l'extrême de la droite nationale-religieuse :
- il s'oppose véhément aux accords d'Oslo, et publie dans son livre Eretz Hemdatenou («  La Terre de nos désirs ») une réfutation aux propos d'Elazar Shach et à l'arrêt rabbinique rendu par Ovadia Yosef en faveur du transfert de terres, arguant que les sources fournies par le rabbin Yosef ne prouvent en rien qu'il est permis de céder des territoires[7]. Dans sa chronique hebdomadaire sur Arutz Sheva, il s'exprime contre le gouvernement Rabin, explique le « triomphe des mécréants » par les fautes du peuple juif envers Dieu et espère sa prompte intervention. Il se défend cependant d'avoir incité au meurtre du Premier Ministre et porte plainte pour diffamation contre le journal local Kolbo qui prétend qu'il aurait fait l'objet d'une enquête policière. Sa plainte aboutit mais les dédommagements sont minimes[8].
- il prend aussi la défense du rabbin Ido Alba, assigné par les tribunaux en raison de son soutien à Baruch Goldstein, estimant que l'article qu'il avait publié sur les lois du meurtre de non-Juifs, n'est qu'une discussion théorique sans la moindre conséquence pratique (le statut juridique de l'article d'Alba a finalement été décidé par la Cour suprême[9]).
- dans un article publié le 12 août 1995 dans le journal "'Ala", il écrit : « L'ordre d'évacuer les implantations civiles n'est pas seulement un ordre illégal, mais c'est aussi un ordre d'aider l'ennemi […] Tout ordre d'évacuation doit être considéré comme [faisant le jeu] de l’ennemi qui souhaite mener cette action. »
- après les attentats du 11 septembre à New York, il accuse par voie de presse la gauche israélienne d'en être moralement responsable en donnant une légitimité aux « terroristes » qui dirigent l'Organisation de libération de la Palestine (à la suite de la parution de l'article, le président du Technion lui fera ajouter que ses propos ne sont aucunement « l'opinion de l'institution où je suis employé. »)
- après le conflit israélo-libanais de 2006, il écrit : « Une conclusion s’impose immédiatement : c’est le devoir imposé à cette merveilleuse génération, qui a mené la bataille d’une main haute et avec un dévouement suprême comme nous n’en avons pas vu depuis deux mille ans, de faire tout ce qui est en son pouvoir pour renvoyer ce gouvernement à la poubelle de l'histoire. Tout ce groupe n'est qu'un ramassis de débris récupéré par un collectionneur d'hommes politiques. Des gens faibles, prêts à tout, un collectionneur tyrannique qui a piétiné toutes les valeurs morales et toutes les valeurs de son peuple sur son passage, tout cela pour sauver sa peau devant un système judiciaire, comme l'a déclaré l'ancien chef d'état-major, Moshe Ya'alon, qui ne connaît apparemment aucune pitié sauf envers ses amis et les amis de ses amis[10]. »

Lors des 20e élections à la Knesset, il participe pour la première fois à une conférence de soutien au parti HaBayit HaYehudi, et appelle ses étudiants ainsi que les membres de sa communauté à en faire de même.

## Œuvre

### Livres qu'il a écrits
- 'Olamot beYihoudam (עולמות באיחודם, Les mondes dans leur unité) -
  - Tomes 1 à 3 - Sur la religion et la science, sur l'actualité et le judaïsme, sur le rapport hiloni-religieux et sur le judaïsme et le sionisme.
  - Tome 4 - Sur Pessa'h dans la Halakha et la philosophie.
- Rabanan Savorai ouKlalei haHalakha (רבנן סבוראי וכללי ההלכה, Les Savoraïm et les règles de la Halakha) - Recherches talmudiques, Haïfa, 1992. Le livre fait partie d'une série de livres parlant d'un sujet qui n'a pas encore été dévoilé.
- Etz Erez (עץ ארז, L'arbre du cèdre) - Série de livres avec des articles halakhiques et philosophiques -
  - Tome 1 - Sur le Hallel lors de Roch Hodech et pendant le Hol Hamoëd de Pessa'h, sur la récitation du Hallel seul, sur l'interdit de mélanger le lait et la viande et sur Yehoshoua ben Perahya.
  - Tome 2 - Sur l'Afikomane après minuit, sur le Séder de Pessa'h pour les femmes, sur celui qui n'a qu'un kezayit (unité de mesure talmudique, entre 13,5 et 50 cm3) de Matza Shmoura, sur le décompte du Omer et sur la Révolte de Bar Kohba.
  - Tome 3 - Sur la mitzvah du Séder de Pessa'h, sur la vente du hametz, sur le Shabbat et sur Hanoucca.
  - Tome 4 - Sur la récitation de piyyoutim pendant la tefila, sur les Kapparot, sur Avinou Malkenou et Tzidkatekha pendant Roch Hachana qui tombe Shabbat, sur le fait de rester debout pendant que l'on sonne le chophar, sur est-ce qu'une mitzvah a besoin d'être intentionnelle, sur les Seli'hot, sur la Techouva et sur la miséricorde.
  - Tome 5 - Sur le crépuscule d'après Rabbenou Tam, sur les heures pour l'allumage des bougies de Hanoucca, sur les lois pour celui qui est loin de chez lui lors de l'heure de l'allumage des bougies de Hanoucca, sur le Kaddish, sur la formulation de la prière 'Al haNissim, sur Pat haBaa béKhnisnin, sur les femmes paresseuses, sur l'épisode du sacrifice d'Isaac et sur la question de Hashmonéens et sa réponse.
  - Tome 6 - Sur l'allumage des bougies de Shabbat et la Kabbalat Shabbat, sur la Tefilat haDérekh et le Birkat haGomel, sur la bénédiction sur les 4 verres, sur la lecture de la Parashat Zakhor et ses lois, sur la lecture de la Torah si c'est d'après la Torah ou d'après les rabbins, sur qui est obligé de boire du vin pendant Pourim et sur des sources philosophiques touchant à Pourim, à Pessa'h et d'autres encore.
  - Tome 7 - Sur est-ce qu'il faut dire Baroukh Hou ouVaroukh Chémo lorsque l'on entend une bénédiction, sur le réchauffement des aliments pendant Shabbat, sur le Hallel pendant Pourim, sur Dina déMalkhouta Dina (la loi du gouvernement est la loi), sur la prière Na'hem, sur les bonnes heures pour prier Min'ha et l'interdit de manger pendant ces heures, sur le Kiddouch à la place du repas et de Seudah Shlishit, sur la providence dans la Halakha et ses erreurs, sur le Tahanoun, sur la formulation de la prière Ata Honen, sur qu'est-ce que la miztvah de la Siba, sur la description des grottes des sages d'après Rech Lakich, sur la logique et la métaphysique dans les paroles des Sages, sur la clarification des Aggadot du traité Guittin et sur une réponse du livre du Professeur Yuval Noah Harari.
- Eretz Hemdatenou (ארץ חמדתנו, La Terre de nos désirs) - Clarification halakhique au sujet de l'interdit de donner des territoires de la Terre d'Israël à un gouvernement non-juif.
- 'Al haShoa (על השואה, Sur la Shoah) - Une publication de la yechiva Or Vishua.
- Arazim Alef  (ארזים א׳, Cèdres A) - Sur Pourim.
- Hessed léOumim Hataat (חסד לאומים חטאת, Le Hessed envers les nations est un péché) - Clarification halakhique au sujet de l'interdit de recevoir la tsedaka de la part des non-juifs.
- Yéchouat Hachem (ישועת ה׳, Délivrance de Dieu) - Discussion halakhique sur la récitation du Hallel lors de Yom Ha'atzmaout.

### Livres traduits ou édités
- Littérature gaonique
  - Otsar haGueonim Massekhet Avoda Zara (« Trésor des Gueonim : traité Avoda Zara ») - recueil de commentaires des gueonim sur le traité Avoda Zara.
  - Otsar haGueonim Massekhet Houlin (« Trésor des Gueonim : traité Houlin ») - recueil de commentaires des gueonim sur le traité Houlin.
  - Otsar haGueonim Massekhet Nida (« Trésor des Gueonim : traité Niddah ») - recueil de commentaires des gueonim sur le traité Niddah.
- Livres de Shimon ben Tsemah Duran
  - Hidoushei haRachbats 'al Massekhet Roch haChana véMassekhet Kinim (« Novellæ du Rachbats sur le traité Roch Hachana et le traité Kinim »), d'après les manuscrits et les éditions princeps.
  - Yakhin ouBo'az, un livre de responsa, premier tome.
  - Magen Avot (« La protection de nos pères ») - sur le traité Avot.
- Livres d'Elie Benamozegh
  - Mavo leTora chebe'Al Pe (« Introduction à la Torah orale »), premier tome.
  - Moussar Yehoudi le'Oumat Moussar Notsri (« L'éthique juive en regard de la morale chrétienne »)
  - HaMassoret (« La tradition »).
- Hagada Chel Pessah 'Im Peirouch Maguid Devarav leYa'akov, leRabi Israel Ya'akov Algazi (הגדה של פסח עם פירוש מגיד דבריו ליעקב, לר' ישראל יעקב אלגאזי, Haggada de Pessa'h avec les interprétations du Maguid Devarav de Rabbi Israël Jacob Algazi) - Interprétations du rabbin Israël Jacob Algazi sur la Haggada de Pessa'h.

- Emmanuel Levinas, Divrei 'Emanouel (דברי עמנואל, Les paroles d'Emmanuel) - Quatre de ses articles tirés de Herout Kacha.
- Emmanuel Levinas, Targoumim Chel 'Emanouel Levinas (תרגומים של עמנואל לוינאס, Traductions d'Emmanuel Levinas) - Huit de ses articles tirés de Herout Kacha, édition en ligne.
- Mahzor de Shalosh Regalim, Mo'adei Hachem (מועדי ה׳, Célébrations de Dieu) - D'après la version de Livourne, coutume des séfarades en Terre d'Israël.
- Marpe leNefech (מרפא לנפש, Remède de l'âme) - D'après la version de Livourne, prières en rapport avec les Seli'hot, les réparations, l'annulation des vœux, et d'autres.
- Siddour, Tefilat haHodech (תפילת החדש, La prière du mois) - D'après la version de Livourne, coutume des séfarades en Terre d'Israël selon les décisions du Hid"a, du Rav Avraham Ankawa et du Rav Chalom Messas.
- Siddour de poche, Minhat 'Arev (מנחת ערב, Min'ha du soir) - Comprenant Min'ha, Arvit et le Birkat Hamazon.
- Recueil de chants du Shabbat, Achira laHachem (אשירה לה׳, Je chanterai à Dieu) - Comprenant le Kiddouch, la Havdalah, le Birkat Hamazon et d'autres.
- Recueil de chants du Shabbat, Chir veChevakha (שיר ושבחה, Un chant et un louange) - Comprenant le Kiddouch, la Havdalah, le Birkat Hamazon et d'autres.